# Christian Krech
Christian Krech (* 1969 in Halle (Saale)) ist ein deutscher Klarinettist.

## Leben
Nach einer Ausbildung an der Spezialschule für Musik in Weimar studierte Christian Krech an der Hanns Eisler-Hochschule in Berlin und an der Musikhochschule Köln. Mit 19 Jahren kam er an die Akademie der Staatsoper Berlin. Von 1991 bis 1992 war er stellvertretender Soloklarinettist der Komischen Oper Berlin. Seit seinem 23. Lebensjahr ist er als Soloklarinettist des Brandenburgischen Staatsorchesters Frankfurt tätig. Als Solist tritt Krech neben seiner Arbeit mit dem Brandenburgischen Staatsorchester mit zahlreichen Orchestern des In- und Auslandes in Erscheinung. Darüber hinaus spielte er etliche Aufnahmen für den Rundfunk ein. 
Internationale Erfahrung sammelte er durch Konzertreisen, die ihn unter anderem in mehrere europäische Länder sowie nach Kanada, China, Japan und in die USA führten.
Krech engagiert sich für den Klarinettennachwuchs. Seine Tochter Johanna Krech, ebenfalls Klarinettistin, ist als mehrfache Preisträgerin bei Jugend musiziert und der Deutschen Stiftung Musikleben in Erscheinung getreten.